# Le dodici pistole del West
Le dodici pistole del West (Plunderers of Painted Flats) è un film del 1959 diretto da Albert C. Gannaway.
È un western statunitense con Corinne Calvet, John Carroll e Skip Homeier.

## Produzione
Il film, diretto da Albert C. Gannaway su una sceneggiatura di John Greene e Phil Shuken, fu prodotto dallo stesso Gannaway tramite la Albert C. Gannaway Productions e girato nell'Iverson Ranch a Chatsworth, Los Angeles, California, dal 28 luglio 1958. Il titolo di lavorazione fu Gun in the Dust.

## Distribuzione
Il film fu distribuito con il titolo Plunderers of Painted Flats negli Stati Uniti dal 23 gennaio 1959 dalla Republic Pictures.
Altre distribuzioni:
- in Francia il 18 agosto 1961 (Les pillards de la prairie)
- in Messico il 4 ottobre 1962 (Pistolero a sueldo)
- in Danimarca il 17 febbraio 1964 (Skrappe banditter - rygende pistoler)
- in Brasile (Sob o Domínio das Balas)
- in Finlandia (Ratkaiseva laukaus)
- in Grecia (Ekdikitis tis koiladas tou thanatou)
- in Italia (Le dodici pistole del West)
- in Germania Ovest (Killer von Dakota)